# Агапов, Константин Михайлович
Константин Михайлович Агапов (род. 18 октября 1986, Свердловск) — российский игрок в мини-футбол; тренер.
Сын экс-футболиста «Уралмаша» Михаила Агапова.

## Биография
В 2007 году Агапов помог «ВИЗ-Синаре» впервые стать обладателем Кубка России по мини-футболу. А год спустя он отметился в победном для екатеринбуржцев финале Кубка УЕФА, реализовав послематчевый пенальти.
Является рекордсменом «Синары» по количеству матчей в чемпионате России (454 матча).
В составе сборной России Константин дебютировал в 2007 году в товарищеском матче против сборной Ирана. Уже в следующем году ему удалось попасть в состав на чемпионат мира, где россияне дошли до полуфинала.

## Достижения
- Обладатель Кубка УЕФА: 2007/08
- Чемпион России (2): 2008/09, 2009/10
- Обладатель Кубка России: 2007
- Полуфиналист чемпионата мира: 2008